# Migliori prestazioni italiane nel salto triplo

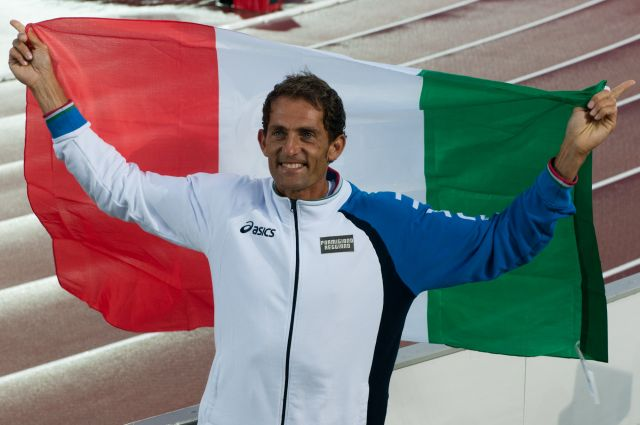
Fabrizio Donato, primatista italiano di salto triplo indoor

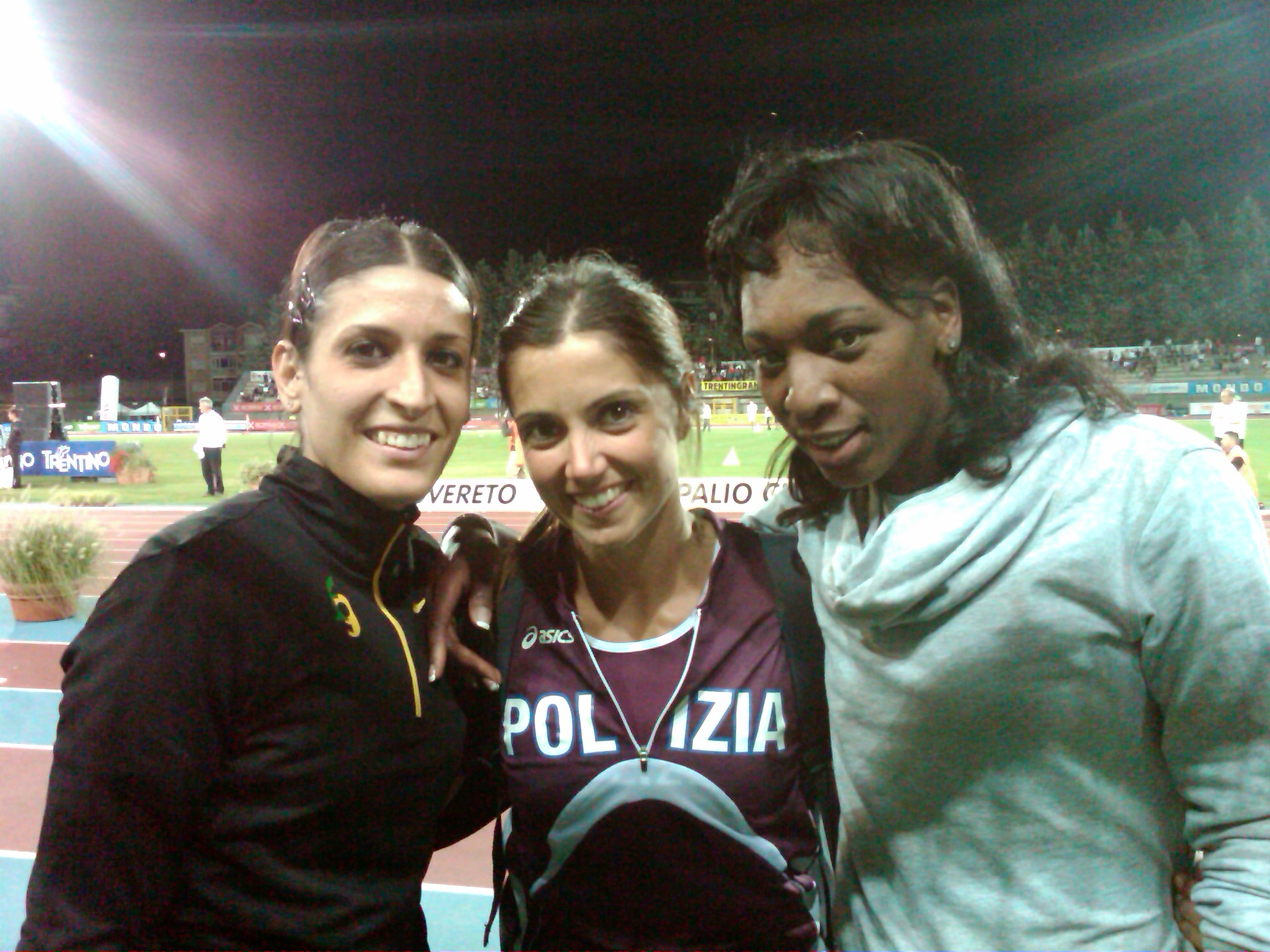
Simona La Mantia (a sinistra) e Magdelín Martínez (a destra), rispettivamente seconda e prima sia nelle liste outdoor che indoor

La lista delle migliori prestazioni italiane nel salto triplo, aggiornata periodicamente dalla Federazione Italiana di Atletica Leggera, raccoglie i migliori risultati di tutti i tempi degli atleti italiani nella specialità del salto triplo.

## Maschili outdoor
Statistiche aggiornate al 14 giugno 2023.
|     | Misura             | Atleta            | Luogo             | Data              |
| --- | ------------------ | ----------------- | ----------------- | ----------------- |
| 1.  | 17,75 m (+0,9 m/s) | Andy Díaz         | Firenze           | 2 giugno 2023     |
| 2.  | 17,60 m (+1,9 m/s) | Fabrizio Donato   | Milano            | 7 giugno 2000     |
| 3.  | 17,47 m (+1,7 m/s) | Daniele Greco     | Potenza           | 9 giugno 2012     |
| 4.  | 17,45 m (+1,5 m/s) | Paolo Camossi     | Milano            | 7 giugno 2000     |
| 5.  | 17,35 m (+1,7 m/s) | Andrea Dallavalle | Grosseto          | 12 giugno 2021    |
| 6.  | 17,29 m (+1,9 m/s) | Emmanuel Ihemeje  | Walnut            | 15 aprile 2023    |
| 7.  | 17,27 m (+0,9 m/s) | Fabrizio Schembri | Torino            | 4 giugno 2009     |
| 8.  | 17,26 m (+1,0 m/s) | Tobia Bocchi      | Castellón         | 14 giugno 2023    |
| 9.  | 17,22 m (0,0 m/s)  | Giuseppe Gentile  | Città del Messico | 17 ottobre 1968   |
| 10. | 17,12 m (+2,0 m/s) | Dario Badinelli   | Cagliari          | 14 settembre 1986 |

## Femminili outdoor
Statistiche aggiornate al 8 agosto 2025.
|     | Misura             | Atleta                | Luogo           | Data              |
| --- | ------------------ | --------------------- | --------------- | ----------------- |
| 1.  | 15,03 m (+1,9 m/s) | Magdelín Martínez     | Roma            | 26 giugno 2004    |
| 2.  | 14,69 m (+1,2 m/s) | Simona La Mantia      | Palermo         | 22 maggio 2005    |
| 3.  | 14,65 m (+0,3 m/s) | Fiona May             | San Pietroburgo | 27 giugno 1998    |
| 4.  | 14,52 m (+0,8 m/s) | Dariya Derkach        | Eugene          | 16 settembre 2023 |
| 5.  | 14,38 m (+0,6 m/s) | Barbara Lah           | Saint-Denis     | 26 agosto 2003    |
| 6.  | 14,25 m (+1,2 m/s) | Maria Costanza Moroni | Formia          | 12 luglio 1998    |
| 7.  | 14,24 m (0,0 m/s)  | Erika Saraceni        | Tampere         | 8 agosto 2025     |
| 8.  | 14,22 m (+1,7 m/s) | Ottavia Cestonaro     | Madrid          | 18 giugno 2022    |
| 9.  | 14,18 m (-0,1 m/s) | Antonella Capriotti   | Stoccarda       | 21 agosto 1993    |
| 10. | 14,15 m (+1,0 m/s) | Silvia Biondini       | Catania         | 7 luglio 2001     |

## Maschili indoor
Statistiche aggiornate al 15 febbraio 2023.
|    | Misura  | Atleta            | Luogo        | Data             |
| -- | ------- | ----------------- | ------------ | ---------------- |
| 1. | 17,73 m | Fabrizio Donato   | Parigi       | 6 marzo 2011     |
| 2. | 17,70 m | Daniele Greco     | Göteborg     | 2 marzo 2013     |
| 3. | 17,32 m | Paolo Camossi     | Lisbona      | 9 marzo 2001     |
| 4. | 17,26 m | Emmanuel Ihemeje  | Fayetteville | 13 marzo 2021    |
| 5. | 17,12 m | Fabrizio Schembri | Saronno      | 30 gennaio 2009  |
| 6. | 16,93 m | Dario Badinelli   | Firenze      | 23 febbraio 1988 |
| 7. | 16,89 m | Tobia Bocchi      | Liévin       | 9 febbraio 2021  |
| 8. | 16,85 m | Andrea Chiari     | Ancona       | 26 febbraio 2012 |
| 9. | 16,76 m | Simone Forte      | Ancona       | 17 febbraio 2019 |
| 9. | 16,76 m | Andrea Dallavalle | Modena       | 5 febbraio 2023  |

## Femminili indoor
Statistiche aggiornate al 20 febbraio 2023.
|     | Misura  | Atleta                | Luogo    | Data             |
| --- | ------- | --------------------- | -------- | ---------------- |
| 1.  | 14,81 m | Magdelín Martínez     | Budapest | 5 marzo 2004     |
| 2.  | 14,60 m | Simona La Mantia      | Parigi   | 5 marzo 2011     |
| 3.  | 14,56 m | Fiona May             | Firenze  | 20 gennaio 1998  |
| 4.  | 14,26 m | Dariya Derkach        | Ancona   | 26 febbraio 2022 |
| 5.  | 14,11 m | Ottavia Cestonaro     | Ancona   | 19 febbraio 2023 |
| 6.  | 14,10 m | Maria Costanza Moroni | Roma     | 23 gennaio 1999  |
| 7.  | 14,01 m | Antonella Capriotti   | Toronto  | 14 marzo 1993    |
| 7.  | 14,01 m | Barbara Lah           | Genova   | 2 marzo 2003     |
| 9.  | 14,00 m | Silvia Biondini       | Firenze  | 13 febbraio 2001 |
| 10. | 13,81 m | Federica Cresci       | Firenze  | 13 febbraio 2001 |